# Franchi (Waffenhersteller)
Franchi S.p.A. ist ein italienischer Hersteller von Flinten und anderen Handfeuerwaffen für die private, polizeiliche und militärische Verwendung.
Das 1868 von Luigi Franchi in Brescia gegründet Unternehmen wurde bis 1987 als Familienunternehmen geführt, seit 1993 ist es Teil der Beretta-Holding. Mit dem Erwerb durch Beretta wurde der Sitz der Firma nach Urbino verlagert.

## Produkte
Neben den halbautomatischen Flinten
- SPAS-12
- SPAS-15

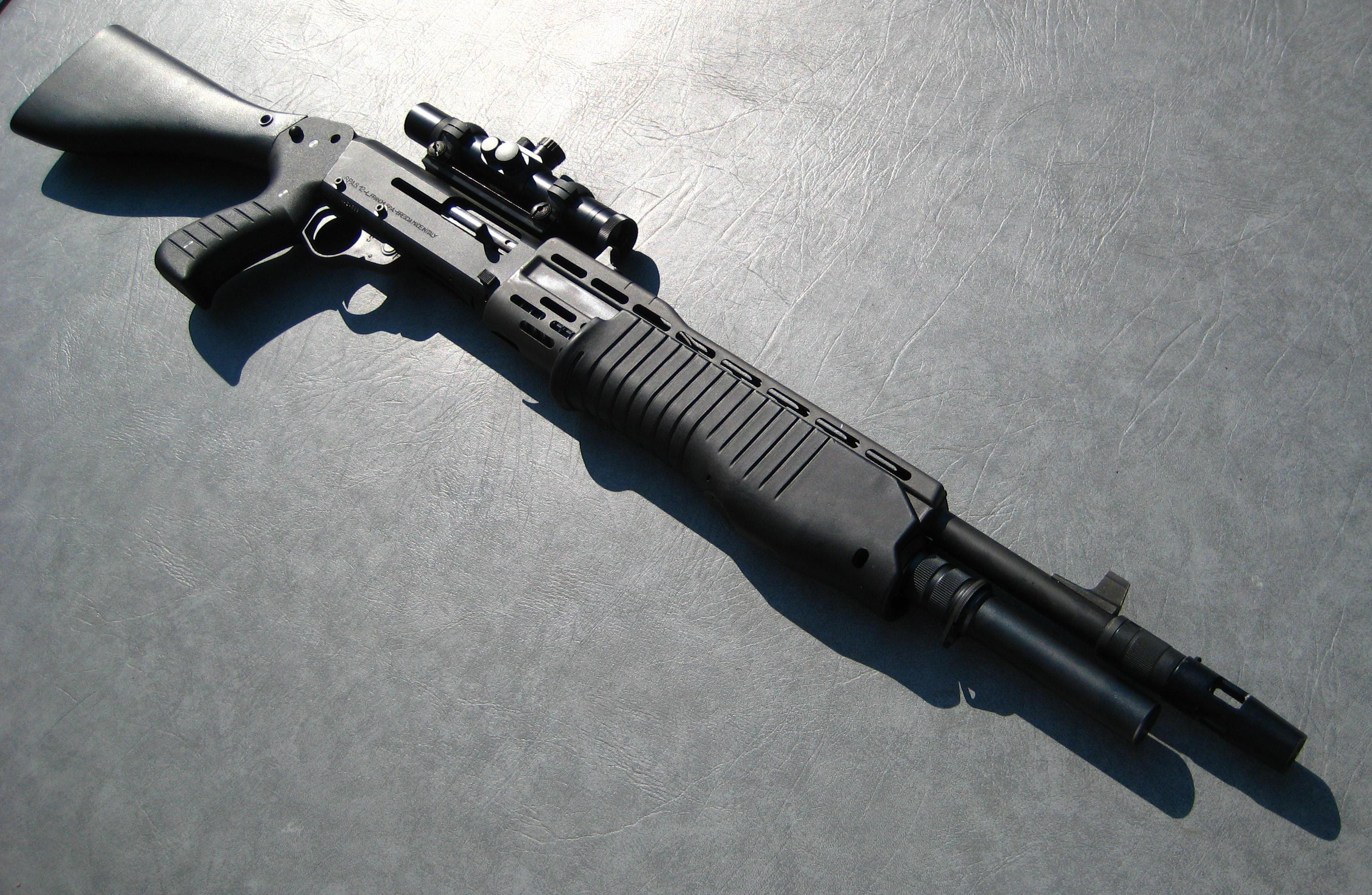
SPAS-12

stellt Franchi Bockdoppelflinten und Doppelflinten, zum Beispiel das Modell Condor, für die Jagd her.
In den frühen 1960er Jahren wurde außerdem die Maschinenpistole LF-59 mit einem Kaliber von 7,62 mm produziert. Die italienische Armee entschied sich gegen die Einführung dieses Modells und wählte die Alternative Beretta BM-59.

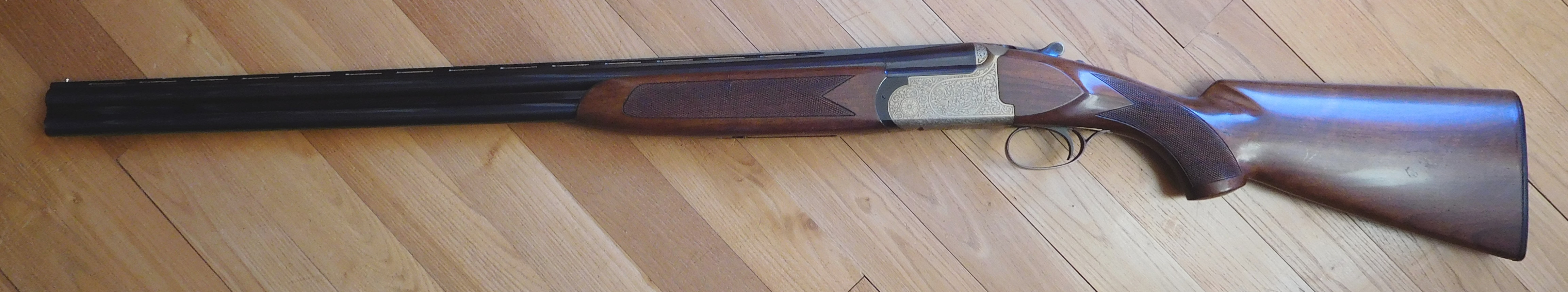
Franchi-Flinte
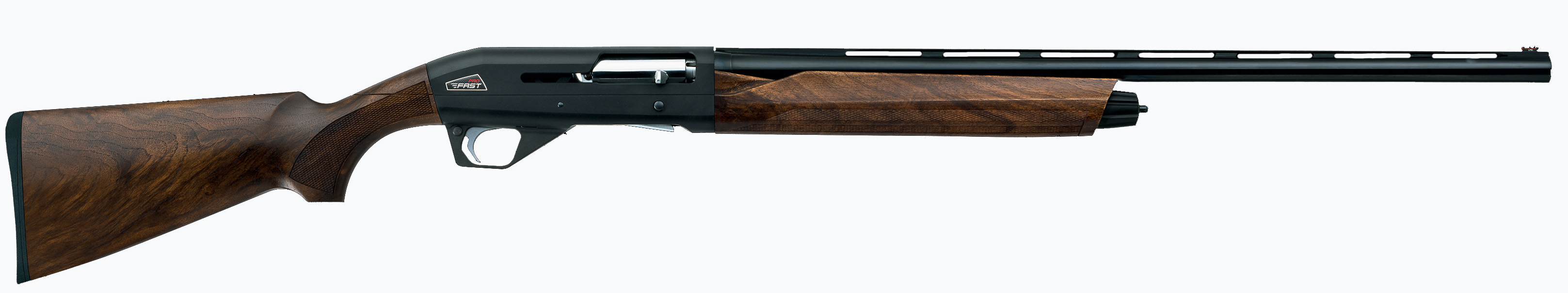
Franchi-Selbstladeflinte
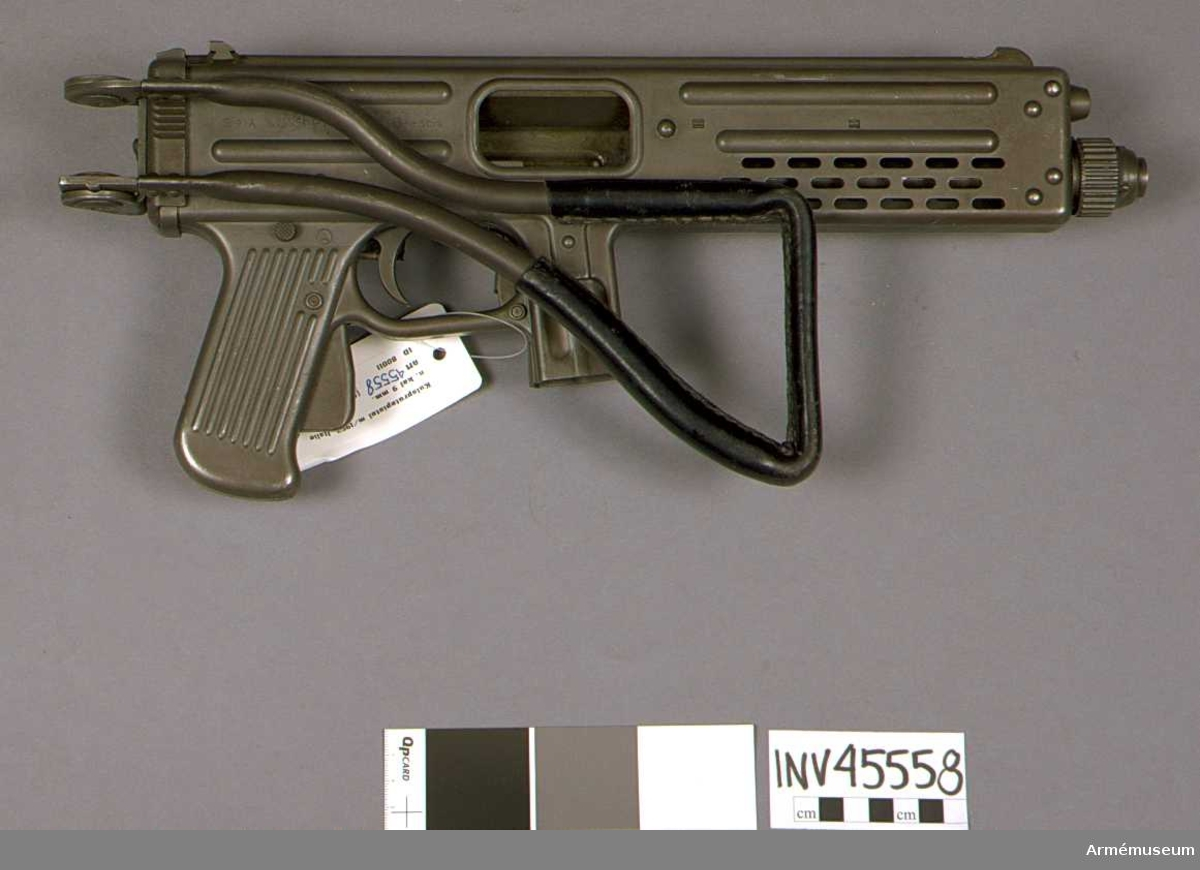
Franchi-Maschinenpistole